# アブラハム・ディープラーム
アブラハム・ディープラーム（Abraham Diepraam、1622年1月23日 - 1670年7月16日）は、オランダの画家である。風俗画や肖像画を描いた。

## 略歴
ロッテルダムで生まれた。18世紀初めに画家の伝記を出版したアルノルト・ホウブラーケン(1660-1719)は、ユトレヒトのステンドグラス作家の H.P.Stoopに学んだ後、ユトレヒトの画家、ヘンドリック・マルテンスゾーン・ソルフ(c.1611-1670)に学び、フランスに旅した後、ハールレムなどで活動をした画家のアドリアーン・ブラウエル(1605-1638)の弟子であったとしている。ホウブラーケンは1674年にディープラームと会ったと主張しているが、1674年ではディープラームはすでに亡くなって4年が過ぎているので、その主張は信頼できない。アドリアーン・ブラウエルの弟子であったという記述は、ブラウエルがディープラームが16歳の1638年にすでに亡くなっているので、直接教えを受けたというより、ブラウエルの作品やその題材、居酒屋で多くの時を過ごしたという生活のスタイルの追随者であったことから、ホウブラーケンはブラウエルの弟子であったとした可能性が高い。 ディープラムは1648年に、ドルドレヒトの聖ルカ組合の会員となった。
風俗画を描いて人気の画家になったが、ホウブラーケンによれば、ディープラームは作品を酒場で売り、その代金を酒場で使ってしまう生活をしたとされ、酔った状態で描いたために粗雑な筆致の作品もあったとされ、技術的にもホウブラーケンはディープラームを評価しなかった。その後人気が落ちると、家々を絵を売るために訪れても成功しなくなったとされる。
弟子にはマテイス・ウルフラート(Mathijs Wulfraet: 1648-1726)がいる.。

## 作品

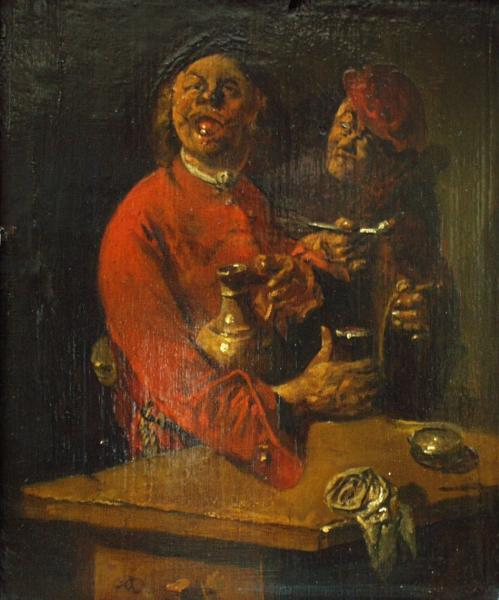
喫煙者と飲酒者 (c.1650) ブレディウス美術館
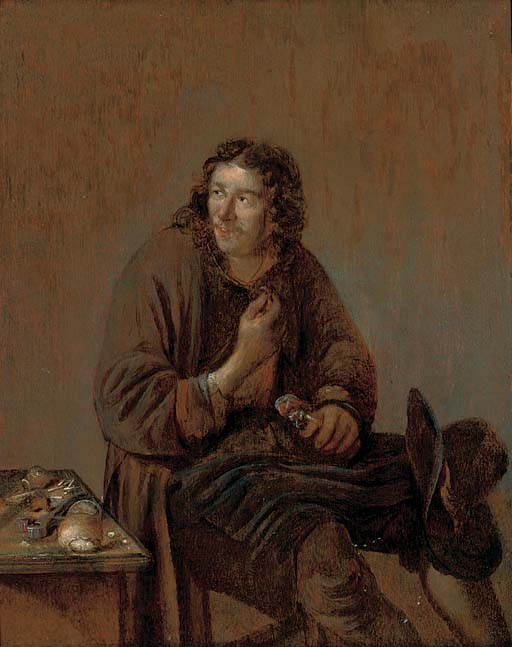
仕事中の靴屋 (c.1650)　個人蔵
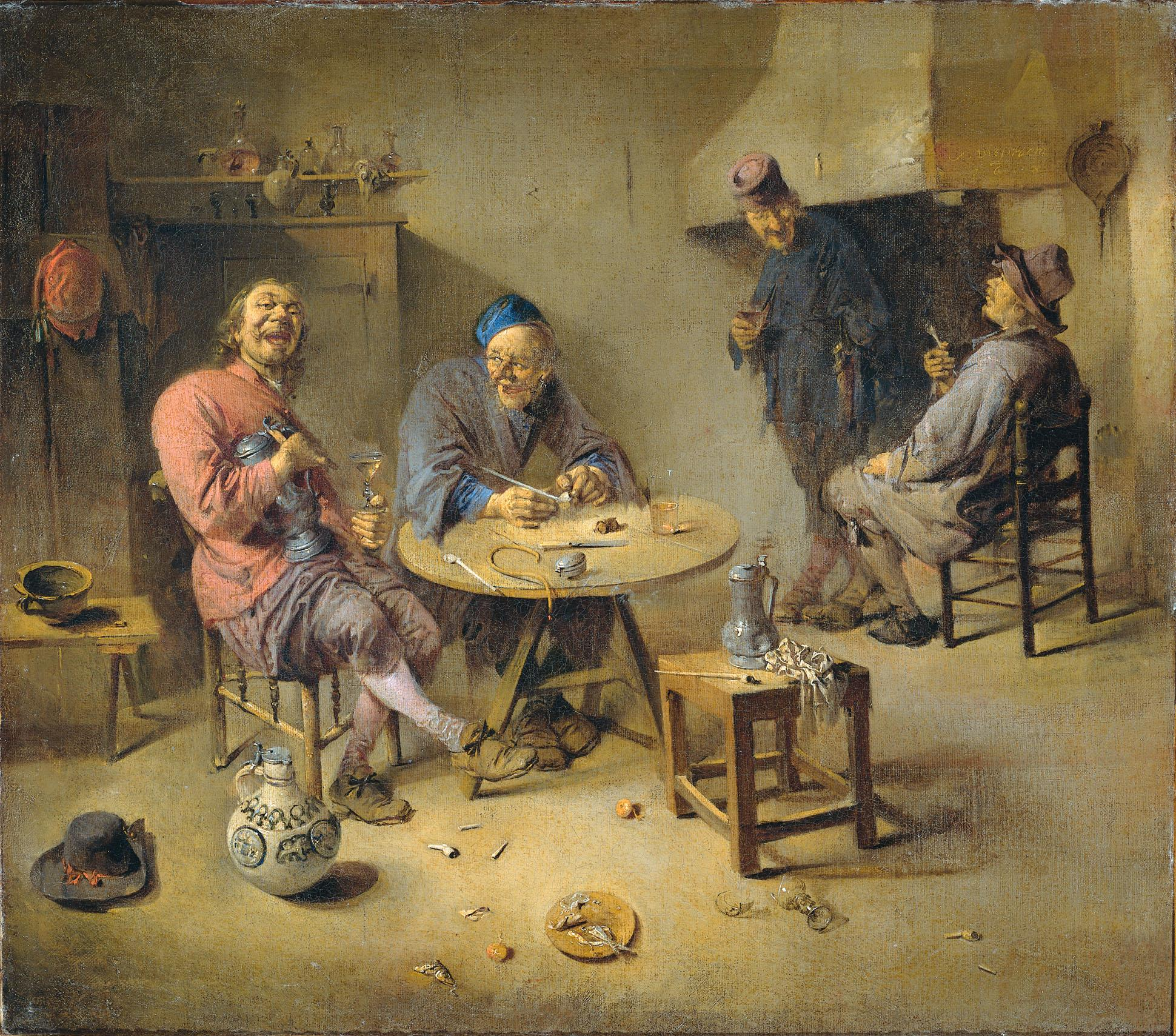
居酒屋 (1665) アムステルダム国立美術館
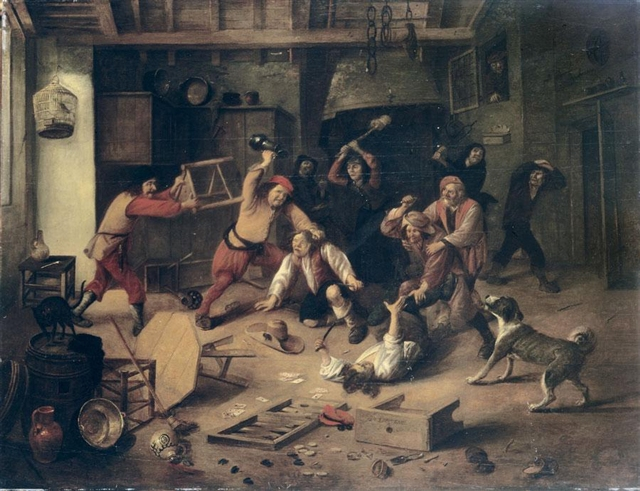
居酒屋で喧嘩する農民　(c.1650)　個人蔵